# Cantone di Portes-lès-Valence
Il Cantone di Portes-lès-Valence era un cantone della Francia dell'arrondissement di Valence.
A seguito della riforma approvata con decreto del 20 febbraio 2014, che ha avuto attuazione dopo le elezioni dipartimentali del 2015, è stato soppresso.

## Composizione
Comprendeva i comuni di:
- Beaumont-lès-Valence
- Beauvallon
- Étoile-sur-Rhône
- Montéléger
- Portes-lès-Valence